# Chính phủ Việt Nam Dân chủ Cộng hòa 1975–1976
Chính phủ Việt Nam giai đoạn 1975-1976 còn được gọi là Chính phủ Quốc hội khóa V. Thành viên Hội đồng Chính phủ được Quốc hội khóa V phê chuẩn thông qua.
Chính phủ Quốc hội khóa V được xem là Chính phủ có thời gian tồn tại ngắn nhất, do sau khi hoàn thành thống nhất đất nước chủ trương của Đảng Cộng sản Việt Nam muốn thống nhất cả mặt trận chính trị nên kết thúc sớm nhiệm kỳ.

## Thành lập
Căn cứ vào Điều 46 Hiến pháp năm 1959 và quyết định của Ủy ban Thường vụ Quốc hội ngày 6/5/1975, kỳ họp thứ nhất Quốc hội khóa V được triệu tập họp từ ngày 3 đến 6/6/1975 tại Hà Nội. Dự kỳ họp có 402 trong tổng số 424 đại biểu.
Quốc hội đã bầu lãnh đạo đứng đầu các cơ quan cao nhất của Nhà nước, cử các thành viên của Hội đồng Quốc phòng, Hội đồng Chính phủ và các Ủy ban của Quốc hội.

## Thành viên
| Chức vụ       | Trực thuộc                                  | Tên               | Chức vụ trong Đảng                        | Ghi chú khác            |
| ------------- | ------------------------------------------- | ----------------- | ----------------------------------------- | ----------------------- |
| Thủ tướng     | Chính phủ                                   | Phạm Văn Đồng     | Ủy viên Bộ Chính trị                      |                         |
| Phó Thủ tướng | Chính phủ                                   | Võ Nguyên Giáp    | Ủy viên Bộ Chính trị                      |                         |
| Phó Thủ tướng | Chính phủ                                   | Lê Thanh Nghị     | Ủy viên Bộ Chính trị                      |                         |
| Phó Thủ tướng | Chính phủ                                   | Nguyễn Duy Trinh  | Ủy viên Bộ Chính trị                      |                         |
| Phó Thủ tướng | Chính phủ                                   | Nguyễn Côn        | Ủy viên TW Đảng                           |                         |
| Phó Thủ tướng | Chính phủ                                   | Đỗ Mười           | Ủy viên Trung ương Đảng                   |                         |
| Phó Thủ tướng | Chính phủ                                   | Hoàng Anh         | Ủy viên Trung ương Đảng Bí thư Ban Bí thư |                         |
| Phó Thủ tướng | Chính phủ                                   | Trần Hữu Dực      | Ủy viên Trung ương Đảng                   |                         |
| Phó Thủ tướng | Chính phủ                                   | Phan Trọng Tuệ    | Ủy viên Trung ương Đảng                   |                         |
| Phó Thủ tướng | Chính phủ                                   | Đặng Việt Châu    |                                           |                         |
| Bộ trưởng     | Bộ Quốc phòng                               | Võ Nguyên Giáp    | Ủy viên Bộ Chính trị                      | Phó Thủ tướng kiêm chức |
| Bộ trưởng     | Bộ Ngoại giao                               | Nguyễn Duy Trinh  | Ủy viên Bộ Chính trị                      | Phó Thủ tướng kiêm chức |
| Bộ trưởng     | Bộ Nội vụ                                   | Trần Quốc Hoàn    | Ủy viên Bộ Chính trị                      |                         |
| Bộ trưởng     | Phó Chủ nhiệm Ủy ban Kế hoạch Nhà nước      | Nguyễn Hữu Mai    | Ủy viên Trung ương Đảng dự khuyết         |                         |
| Bộ trưởng     | Phó Chủ nhiệm Ủy ban Kế hoạch Nhà nước      | Đinh Đức Thiện    | Ủy viên Trung ương Đảng dự khuyết         |                         |
| Bộ trưởng     | Bộ Điện và Than                             | Nguyễn Chấn       |                                           |                         |
| Bộ trưởng     | Bộ Cơ khí và Luyện kim                      | Nguyễn Côn        |                                           | Phó Thủ tướng kiêm chức |
| Bộ trưởng     | Bộ Xây dựng                                 | Đỗ Mười           | Ủy viên Trung ương Đảng                   | Phó Thủ tướng kiêm chức |
| Bộ trưởng     | Bộ Giao thông vận tải                       | Dương Bạch Liên   |                                           |                         |
| Bộ trưởng     | Bộ Công nghiệp nhẹ                          | Vũ Tuân           |                                           |                         |
| Bộ trưởng     | Phó Chủ nhiệm Ủy ban Nông nghiệp Trung ương | Nghiêm Xuân Yêm   |                                           |                         |
| Bộ trưởng     | Phó Chủ nhiệm Ủy ban Nông nghiệp Trung ương | Ngô Minh Loan     |                                           |                         |
| Bộ trưởng     | Bộ Thủy lợi                                 | Nguyễn Thanh Bình | Ủy viên Trung ương Đảng dự khuyết         |                         |
| Bộ trưởng     | Bộ Nội thương                               | Hoàng Quốc Thịnh  |                                           |                         |
| Bộ trưởng     | Bộ Ngoại thương                             | Phan Anh          |                                           |                         |
| Bộ trưởng     | Bộ Tài chính                                | Đào Thiện Thi     |                                           |                         |
| Bộ trưởng     | Bộ Lao động                                 | Nguyễn Thọ Chân   | Ủy viên Trung ương Đảng dự khuyết         |                         |
| Bộ trưởng     | Bộ Vật tư                                   | Trần Danh Tuyên   | Ủy viên Trung ương Đảng dự khuyết         |                         |
| Bộ trưởng     | Bộ Văn hóa                                  | Hoàng Minh Giám   |                                           |                         |
| Bộ trưởng     | Bộ Giáo dục                                 | Nguyễn Văn Huyên  |                                           |                         |
| Bộ trưởng     | Bộ Đại học và Trung học chuyên nghiệp       | Tạ Quang Bửu      |                                           |                         |
| Bộ trưởng     | Bộ Y tế                                     | Vũ Văn Cẩn        |                                           |                         |
| Bộ trưởng     | Bộ Thương binh và Xã hội                    | Dương Quốc Chính  |                                           |                         |
| Bộ trưởng     | Chuyên trách công trình sông Đà             | Hà Kế Tấn         |                                           |                         |
| Bộ trưởng     | Chuyên trách Văn giáo                       | Trần Quang Huy    |                                           |                         |
| Bộ trưởng     | Chủ nhiệm Văn phòng Phủ Thủ tướng           | Phan Mỹ           |                                           |                         |
| Bộ trưởng     | Phủ Thủ tướng                               | Trần Hữu Dực      | Ủy viên Trung ương Đảng                   | Phó Thủ tướng kiêm chức |
| Chủ nhiệm     | Ủy ban Dân tộc                              | Lê Quảng Ba       | Ủy viên Trung ương Đảng                   |                         |
| Chủ nhiệm     | Ủy ban Kế hoạch Nhà nước                    | Lê Thanh Nghị     | Ủy viên Bộ Chính trị                      | Phó Thủ tướng kiêm chức |
| Chủ nhiệm     | Ủy ban Nông nghiệp Trung ương               | Võ Thúc Đồng      | Ủy viên Trung ương Đảng                   |                         |
| Chủ nhiệm     | Ủy ban Vật giá Nhà nước                     | Tô Duy            |                                           |                         |
| Chủ nhiệm     | Khoa học Kỹ thuật Nhà nước                  | Trần Đại Nghĩa    |                                           |                         |
| Chủ nhiệm     | Ủy ban Thanh tra của Chính phủ              | Nguyễn Văn Lộc    |                                           |                         |
| Chủ nhiệm     | Ủy ban Thống nhất của Chính phủ             | Đặng Thí          |                                           |                         |
| Tổng giám đốc | Ngân hàng Nhà nước Việt Nam                 | Đặng Việt Châu    |                                           | Phó Thủ tướng kiêm chức |